# 영왕직전
《영왕직전》(泳往直前)은 2023년 방송되었던 중국의 드라마이다.

## 소개
- 각기 다른 배경과 독특한 성격을 가진 네 명의 청소년들이 수영장에서 열심히 일하며 끈질기게 꿈을 쫓는 이야기

## 등장 인물
- 이문한 (李汶翰) - 저우위 역
- 쉬자오 - 양빙빙 역
- 시전 (施展) - 후징티엔 역
- 류유유 (刘悠悠) - 구리 역
- 과기악 (蒯家乐) - 가오펑 역
- 모비련 (毛飞廉) - 우하오 역
- 류단 (刘丹) - 위민이 역
- 류무 (刘牧) - 양요광 역
- 예동 (艾东) - 구뤄 역
- 양퉁수 - 하오디 역
- 조한앵자 (Sarah) - 지앙잉잉 역